# Бамбо
«(Негритёнок) Бамбо» (пол. Murzynek Bambo) — детское стихотворение еврейско-польского писателя Юлиана Тувима, написанное в 1934 году, в котором рассказывается история вымышленного негритёнка по имени Бамбо. Стихотворение Тувима, которое было написано с целью пропаганды терпимости к другим этническим группам в межвоенной Польше, ныне рассматривается многими как весьма спорное, поскольку критики обвиняют автора в использовании вредных расовых стереотипов.
Существуют русские переводы Самуила Черфаса, Алексея Самсонова, Алёны Рыбаковой и Владимира Приходько.

## Культурный контекст
Стихотворение состоит из шестнадцати строк, разбитых на восемь двустиший. Оно было написан Тувимом, чтобы научить польскую молодежь дружелюбности к чернокожим детям, утверждая, что они ничем не отличаются от своих польских сверстников. Историки отмечают, что Тувим, сталкивавшийся с сильными антисемитскими настроениями в межвоенный период, выступал против польской националистической политики и был непримиримым врагом дискриминации этнических меньшинств. По словам Якуба Вояса, Тувим был широко известен своими антинационалистическими и антирасистскими взглядами.

## Обвинения в расизме
В последние десятилетия Негритёнка Бамбо обвиняют в расизме и в представлении африканцев в унизительном культурном и социально-экономическом отношении. Писательница Патриция Пирог отмечает, что стихотворение представляет собой «историю о просвещенной Европе, пытающейся цивилизовать дикаря», которая, несмотря на свою, казалось бы, безобидную природу, увековечивает вредные примитивистские стереотипы европейского колониализма и способствует пропаганде расистского отношения к чернокожим людям в современной Польше. По мнению Маргарет Ойя, исследовавшей расизм в польском языке в Калифорнийском университете, главный герой стихотворения представлен униженным по отношению к белому читателю. Словосочетание «Негритёнок Бамбо» часто используется как обзывательство в отношении чернокожих детей. Также в польской прессе оно иногда используется как обобщающее название Африки и чёрных африканцев.
Другие польские критики утверждают, что современные утверждения о мнимом расизме стихотворения преувеличены и анахроничны Ссылаясь на скандальную попытку Алана Гриббена вычистить книги Марка Твена «Том Сойер» и «Приключения Гекльберри Финна», консервативный журналист Адам Ковальчик отрицает, что «Негритёнок Бамбо» пропагандирует расизм в Польше. Читательница Газеты Выборчей, крупной либеральной газеты в Польше, Ева Тшещковская описывает в письме, что она идентифицирует себя с Бамбо: «Для меня это произведение было и остается веселой историей о непослушном мальчике из далекой экзотической страны, который, хоть и такой далекий – и страна, и мальчик – тоже на меня похож: у него есть радость жизни, выражающаяся, в том числе, в лазании по деревьям (я тоже лазила по ним), и есть легкая нотка неповиновения, независимости, свободы. Которая была близка и мне!» Она пишет, что не заподозрила «автора этих слов в плохих намерениях», хотя и признается, что испытывает дискомфорт, читая, что Бамбо боится мыться, потому что может побелеть.